# إيمانويل بيار
إيمانويلي بيار (بالفرنسية: Emmanuelle Béart)‏ ‏ (ولدت 14 أغسطس 1963) واسمها الكامل إيمانويلي بيار حسن (بالفرنسية: Emmanuelle Béhart-Hasson)‏ هي ممثلة أفلام فرنسية. ولدت بيرت في قرية جاسين جنوب شرق فرنسا مثلت في أكثر من 50 فلم منذ سنة 1972 وفازت بجائزة سيزار لأفضل ممثلة مساعدة عام 1986. كما مثلّت في فيلم «مهمة مستحيلة» (1996). كما مثلت في فيلم قلب في شتاء في سنة 1992 ونيلي والسيد أرنود في سنة 1995 و 8 نساء في سنة 2002.

## النشأة
ولدت في إيمانويلي باسم إيمانويلي بيهارت حسون في قرية غاسين في الريفييرا الفرنسية، والدها هو المغني والشاعر غاي بيار وهو يهودي من أصل مصري، والدتها جينيفيف غاليا هي عارضة أزياء سابقة وهي من أصل يوناني ومالطي وكرواتي. عائلتها كانت تكلمها بالإنجليزية، وفي مراهقتها كانت تسافر مع والدها إلى مونتريال، وبعد نهاية الصيف كانت تعود لفرنسا لتكمل دراستها.

## المسيرة المهنية
بدأت مسيرتها في التمثيل في سنة 1976، وأول أفلامها كان Tomorrow's Children، وأثناء مراهقتها بدأت تمثل في المسلسلات التلفزيونية. بعد إكمالها للمدرسة بدأت تدرس التمثيل في باريس، انطلاقتها نحو الشهرة كانت في فيلم مانون دي سورسس في سنة 1986، ولأدائها فازت بجائزة سيزار لأفضل ممثلة مساعدة في سنة 1987. وفي سنة 1995 فازت بجائزة أفضل ممثلة لدورها في فيلم مرأة فرنسية في مهرجان موسكو السينمائي الدولي. مع فوزها بهذه الجوائز رشحت لنيل جوائز أخرى مثلجائزة سيزار لأفضل ممثلة في فيلم عذاب غريب في سنة 1984، وفيلم مسافات عاطفية في سنة 2000. في مايو 2003 ظهرت صورها وهي بعمر ال39 سنة في مجلة إيل، وألتي جرى نسخ 550 الف نسخة منها خلال 3 أيام فقط لتكون الأعلى مبيعاً في تاريخ المجلة.

## الحياة الشخصية
في منتصف عقد الثمانينات ارتبطت بالممثل دانييل أوتويل أثناء تمثيلهم في فيلم قلب في شتاء وامرأة فرنسية، أنجبت منه ابنتها الأولى نيلي أوتويل في أبريل 1992 وتزوجوا في سنة 1993 وتطلقوا بعد سنتين. ارتبطت إيمانويلي بيار بعدها بالمنتج الموسيقي ديفيد فرانسوا مورو، وأنجبت منه ولدها يوهان مورو في سنة 1996، انفصلت عنه بعد فترة قصيرة، ارتبطت بعدها بالمخرج مايكل كوهين وتزوجوا في 2008 في بروكسل، وفي 2009 تبنوا سورافيل من إثيوبيا ليكون ابنها الثالث، في سنة 2011 تطلقت من كوهين. بالإضافة لعملها السينمائي أصبحت بيار سفيرة اليونيسيف ودعمت اللاجئين، ووقفت ضد حملات استقبالهم في أوروبا. في مارس 2012 أعلنت لصحيفة لو موند أنها تعارض العمليات التجميلية وذكرت أنها ندمت على شفافها في سنة 1990.

## الأعمال

### الأفلام
| السنة | العنوان                    | الدور            | المخرج                  |
| ----- | -------------------------- | ---------------- | ----------------------- |
| 1983  | أول الرغبات                | هيلين            | ديفيد هاملتون           |
| 1986  | مانون الربيع               | مانون            | كلود بيري               |
| 1987  | موعد مع أنجل               | أنجل             | توم ماكلولين            |
| 1988  | الباب ألذي على يسار المصعد | إيفا             | إدواردو مولينارو        |
| 1990  | رحلة القائدة فرانشيسكا     | إيزابيلا         | إيتوري سكولا            |
| 1991  | لابيل نوسيس                | ماريان           | جاك ريف                 |
| 1991  | أنا لا أقبل                | إنغريد           | أندريه تيتشني           |
| 1992  | قلب في شتاء                | كاميل            | كلود سوتيه              |
| 1994  | جحيم                       | نيلي             | كلود شابرول             |
| 1995  | مرأة فرنسية                | جين              | ريج فارغنر              |
| 1995  | نيلي والسيد أرنود          | نيلي             | كلود ساوتيت             |
| 1996  | مهمة مستحيلة               | كلير فيلبس       | براين دي بالما          |
| 1998  | دون خوان                   | إيلفير           | جاك ويبر                |
| 1998  | حياة مسروقة                | ألدا             | إيف أنجلو               |
| 1999  | الزمن المستعاد             | غلبرتي           | راول رويز               |
| 1999  | ضربات موسم                 | سونيا            | دانييلي تومبسون         |
| 1999  | عصير الفيل                 | جولي             | سام ميلر                |
| 2000  | مسافات عاطفية              | بولين بومريل     | أوليفيير أساياس         |
| 2001  | إعادة                      | نتالي            | كاترين كورسيني          |
| 2002  | 8 نساء                     | لويز             | فرانسوا أوزون           |
| 2002  | البحث عن ديبرا وينغر       | نفسها            | روزانا أركيت            |
| 2003  | ضال                        | أوديلي           | أندريه تيتشني           |
| 2003  | قصة ماري وجوليان           | ماري ديلامبر     | جاك ريفيت               |
| 2003  | ناتالي                     | نتالي / مارلين   | آن فونتين               |
| 2005  | جحيم                       | صوفي             | دانيس تانوفيتش          |
| 2006  | الجريمة                    | أليس باركر       | مانويل برادال           |
| 2007  | الشهود                     | سارة             | أندريه تيتشيني          |
| 2008  | ديسكو                      | فرانس نافار      | فابيان أونتينتي         |
| 2008  | فنيان                      | جاني بالمر       | فابريس دوي ويلز         |
| 2010  | نوس تروس                   | ماري             | رينو برتران             |
| 2010  | كا كومينس بار لا فين       | غابرييلي         | مايكل كوهين             |
| 2011  | ما كامبان دو نوت           | جوليا            | ايزابيل بروكار          |
| 2012  | باي باي بلوندي             | فرانسيس          | فيرجيني دبانت           |
| 2012  | تيلي غوتشو                 | باتريسيا غابرييل | ميشيل لوكلير            |
| 2013  | بار إسكامبل إيليكتري       | كريسموتليس       | جان باليبار، بييري ليون |
| 2014  | سيدتي                      | ماجي             | ستيفن لانس              |
| 2014  | العيون الصفراء للتماسيح    | ايريس دوبين      | سيسيل تيلرمان           |
| 2017  | خلف العالم المعروف         | لويز             | بان نالين               |

## وصلات خارجية
- إيمانويل بيار على موقع IMDb (الإنجليزية)
- إيمانويل بيار على موقع ميتاكريتيك (الإنجليزية)
- إيمانويل بيار على موقع مونزينجر (الألمانية)
- إيمانويل بيار على موقع قاعدة بيانات الأفلام العربية
- إيمانويل بيار على موقع ألو سيني (الفرنسية)
- إيمانويل بيار على موقع ميوزك برينز (الإنجليزية)
- إيمانويل بيار على موقع تيرنر كلاسيك موفيز (الإنجليزية)
- إيمانويل بيار على موقع أول موفي (الإنجليزية)
- إيمانويل بيار على موقع قاعدة بيانات الأفلام السويدية (السويدية)
- إيمانويل بيار على موقع إن إن دي بي (الإنجليزية)